# Narciso José de Liñán y Heredia
Narciso José de Liñán y Heredia (Madrid, 1881-Madrid, 1955) fue un escritor español.

## Biografía
Madrileño nacido en 1881, era hijo de José de Liñán y Eguizábal, conde de Doña Marina. Fue archivero y jurisconsulto y publicó títulos como Baltasar Gracián (Madrid, 1902), El Tercer Duque de Rivas y un crítico apasionado (1904), Significación arqueológica del arte heteo (1905), Los Duques de Rivas... como poetas (1905), Manifestaciones políticas del Quijote (1905), Los Mosaicos de Fernán Núñes (1908), Bibliografía del padre Alejandro Fanel (1913) y Monedas inéditas (1914). También dirigió La Colmena, una revista de apicultura. Fallecido en Madrid en agosto de 1955, estuvo casado con María del Pilar de Liñán y Laó, que le sobrevivió. Fue conde de Doña Marina.